# Aulo Manlio Vulsón (cónsul 178 a. C.)
Aulo Manlio Vulsón  fue un político y militar romano del siglo II a. C., hermano del cónsul del año 189 a. C. Cneo Manlio Vulsón. 

## Carrera política
Fue cónsul en el año 178 a. C. junto con Marco Junio Bruto. Recibió la Galia Cisalpina como provincia y sin consultar con el Senado marchó contra los istrios, pero no tuvo éxito en su campaña. A comienzos del año siguiente, junto con su colega Bruto, renovó la guerra esta vez con más éxito, pero no pudieron acabar la campaña por la llegada del nuevo cónsul Cayo Claudio Pulcro.